# Publicistklubben
Publicistklubben (schwedisch für „Publizistenklub“) ist die gemeinsame Repräsentation der Presse, des Rundfunks und Fernsehens in Schweden bei ihren ethischen und kulturellen Bestrebungen.
Nach Gründung im Herbst 1874 wuchs der Klub und umfasst heute gut 2000 Mitglieder im ganzen Land. Der Publizistenklub hat seinen Sitz in Stockholm und ist in sechs geographischen Einheiten organisiert. Der Klub ist ein Forum für fortlaufende Debatten zwischen Journalisten, Politikern, Unternehmern, Kulturarbeitern und anderen Gruppen der schwedischen Gesellschaft. Der Klub hat erfolgreich dafür gekämpft, die finanziellen und anderen Lebensbedingungen der Journalisten zu verbessern, solange sie noch keine eigene Gewerkschaft besaßen. Der Publizistenklub tritt für die Presse- und Redefreiheit ein sowie für die Zugänglichkeit öffentlicher Akten. Nicht zuletzt hat er aktiv zur Selbstsanierung der schwedischen Presse beigetragen. Die Publizierungsregeln des Publizistenklubs sowie das Presseschiedsgericht sind zwei Resultate von Bemühungen des Publizistenklubs auf dem presseethischen Gebiet. Große Donationen erlauben dem Publizistenklub, jährlich Stipendien (zuletzt 95.000 SEK) an Mitglieder zu verteilen, die ihren Horizont erweitern und ihre Kenntnisse vertiefen wollen.